# Bob Carr
Pour les articles homonymes, voir Carr.
Robert John Carr, dit Bob Carr, né le 28 septembre 1947 à Sydney, est un homme politique australien. Membre du Parti travailliste, il est le 39e Premier ministre de la Nouvelle-Galles du Sud, en fonction du 25 mars 1995 au 3 août 2005.
Il détient le record de longévité en continu pour un Premier ministre de l'État. Seul Sir Henry Parkes reste plus longtemps au pouvoir, mais sur cinq épisodes successifs. Carr est par la suite ministre fédéral des Affaires étrangères sous Julia Gillard puis Kevin Rudd, du 13 mars 2012 au 18 septembre 2013.
Il devient ensuite conseiller auprès de la plus grande banque d'investissement du pays, le groupe Macquarie.

## Biographie

### Jeunesse
Fils d'un chauffeur de train, né à Sydney dans le quartier de Matraville, il fait ses études secondaires dans l'école publique du quartier et il en sort major en 1964. Il s'intéresse très tôt à la politique et s'inscrit à l'âge de 15 ans au Parti travailliste. Il deviendra président des jeunes du parti en 1970 pour l'État de Nouvelle-Galles du Sud, en 1972 pour la fédération australienne. Il fait ses études supérieures à l'université de Nouvelle-Galles du Sud et obtient son diplôme de Bachelor of Arts en histoire avec mention.
Après ses études, il travaille comme journaliste de radio de 1969 à 1971. Il est employé par le magazine The Bulletin de 1978 à 1983, ce qui, selon lui, sera un excellent apprentissage des rouages de la politique. Il sera membre du comité de gestion des affaires scolaires pour le comité du Parti travailliste entre 1972 et 1978.

### Entrée en politique
Carr est élu député travailliste de Nouvelle-Galles du Sud lors d'une élection partielle dans la circonscription de Maroubra en octobre 1983. En décembre 1984 il est nommé ministre de l'Aménagement du territoire et ministre de l'Environnement dans le gouvernement de Neville Wran. En février 1986 il prend aussi le portefeuille de la Défense des consommateurs avant de devenir ministre du Patrimoine en juillet 1986 quand Barrie Unsworth devient Premier ministre.

### Chef de l'opposition
Le gouvernement travailliste de Barrie Unsworth est sévèrement battu aux élections de mars 1988 après les révélations de corruption de l'ancien ministre Rex Jackson. Carr est pressenti par l'aile droite du parti de prendre la tête de l'opposition, ce que Carr accepte en espérant en faire un tremplin pour son entrée au gouvernement fédéral, voulant être ministre des Affaires étrangères.
Son efficacité à la tête du parti lui vaut un large soutien des membres. Il a un comportement méthodique, attaquant le Premier ministre Nick Greiner pour incompétence et gaspillage tandis qu'il défend sa propre politique comme une alternative à celle du gouvernement. Les sondages pour les élections de 1991 prévoient une lourde défaite pour le Parti travailliste, mais il fait une brillante remontée, récupérant, à l'exception d'un seul, tous les sièges perdus lors de la précédente élection. Greiner est forcé de former un gouvernement minoritaire avec l'aide de députés indépendants.
En 1992, Greiner doit démissionner après avoir été mis en cause par la commission indépendante contre la corruption. John Fahey le remplace comme Premier ministre mais est gêné dans son gouvernement par son besoin de négocier avec les députés indépendants. Aux élections de 1995, Carr mène une bonne campagne et remporte la majorité à la Chambre avec une voix d'avance.

### Premier ministre de la Nouvelle-Galles du Sud
Devenu Premier ministre de la Nouvelle-Galles du Sud de justesse en 1995, il remporte les élections plus facilement en 1999 et 2003. Il mène une politique précautionneuse plutôt centriste, en gérant parcimonieusement les finances, en encourageant la libre concurrence et en refusant tout laxisme pénal. Il s'intéresse aussi aux problèmes d'environnement et de développement et fait ouvrir de nombreux parcs nationaux pendant les dix ans de son mandat.
Carr est à l'origine d'une controverse lorsqu'il ordonne la transformation de la résidence du gouverneur de Nouvelle-Galles du Sud, adjacente aux Jardins botaniques royaux de Sydney et dénommée Government House, en musée. Ainsi, les bureaux du gouverneur déménagent dans le Chief Secretary's building non loin, sur Macquarie Street. Carr annonce le 16 janvier 1996 que nouveau gouverneur Gordon Samuels ne s'installera pas à Government House, estimant que le lieu reflète un « protocole anachronique ». Government House est retournée au gouverneur de Nouvelle-Galles du Sud en 2011 par le Premier ministre Barry O'Farrell.
Le 27 juillet 2005, il annonce sa démission de ses mandats de député de Nouvelle-Galles du Sud et de Premier ministre, que beaucoup voient comme sa préparation à son entrée au gouvernement fédéral.

### Politique fédérale

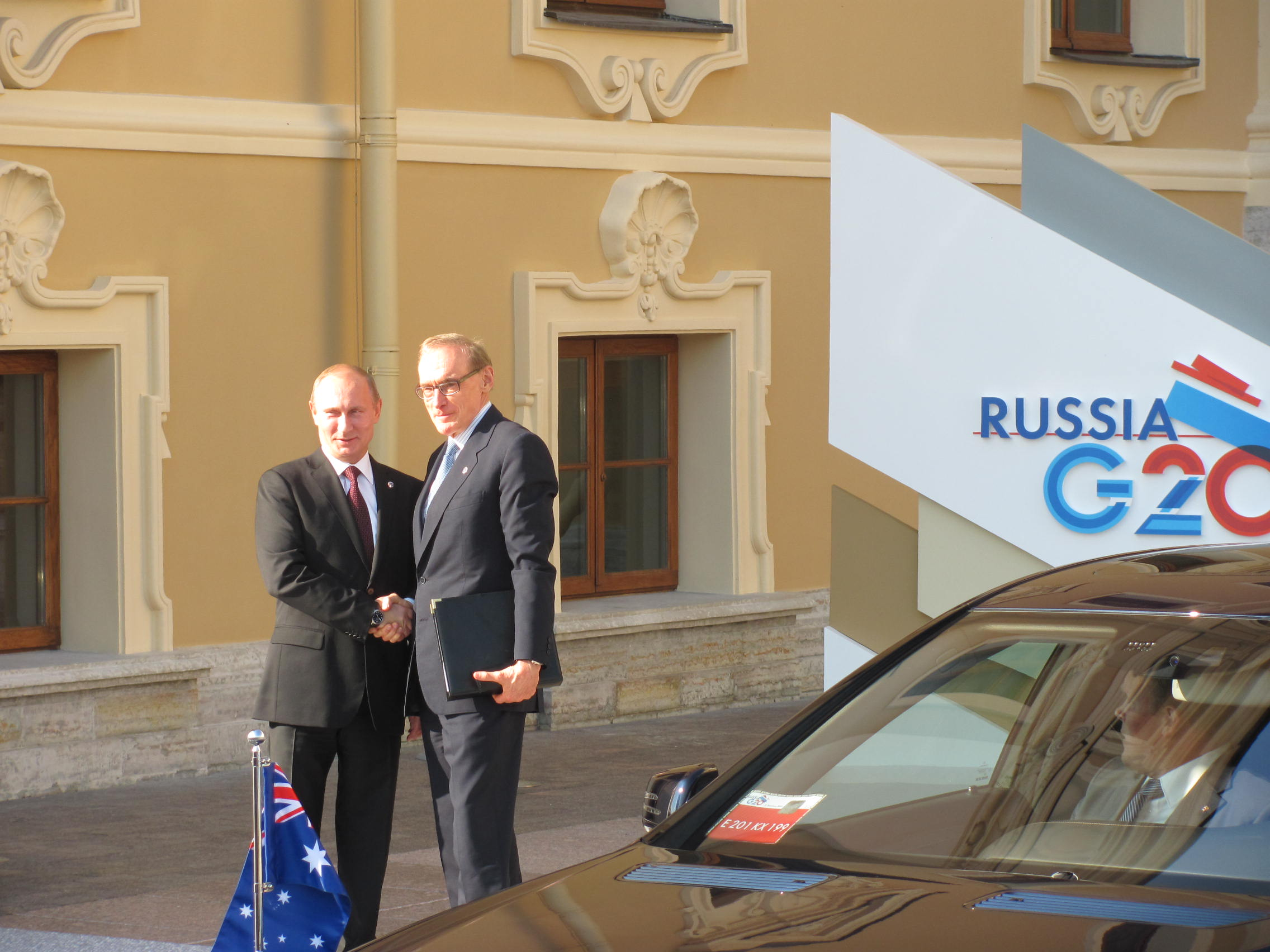
Carr accueilli au sommet du G20 de 2013 par le président russe Vladimir Poutine.

Après son retrait du poste de Premier ministre de la Nouvelle-Galles du Sud, il devient une personnalité politique écoutée, prenant position sur plusieurs sujets, notamment pour soutenir la recherche sur les cellules souches, la préservation de l'environnement, la lutte contre le changement climatique, les relations avec la Chine, le contrôle de l'immigration, ainsi que la lutte contre l'obésité et contre l'illettrisme.
Élu au Sénat fédéral pour un siège vacant représentant la Nouvelle-Galles du Sud le 6 mars 2012, il est nommé une semaine plus tard par la Première ministre Julia Gillard comme ministre des Affaires étrangères. Maintenu par Kevin Rudd lorsque ce dernier retrouve ses fonctions de chef de gouvernement en juin 2013, Julie Bishop lui succède en septembre suivant à la suite de la victoire des libéraux lors des élections fédérales.